# Kesu
A kesu (Anacardium occidentale) Közép-Amerikában őshonos örökzöld növény. A szömörcefélék családjába tartozik. A kesufa 5-15 méter magasra nő meg. Sárga vagy rózsaszínű virágai 25–20 cm-es bugavirágzatokba tömörülve nyílnak.

## Elterjedése
A szemiarid területeken Közép-Amerikától Északkelet-Brazíliáig honos, de a trópusokon világszerte termesztik. Fő kesutermesztők: India, Brazília, Nigéria, Mozambik, Indonézia és Tanzánia.
A húsos „gyümölcs” a virágkocsány megvastagodásából származik. A „kesualmát” sokféleképpen fogyasztják. A vékony pergamenszerű héj alatt szúrós illatú, világossárga, lédús hús található. A valódi termés, a kesudió, a megvastagodott kocsány alján található. A vese alakú, hosszúkás, 2,5 cm-es mag belseje finom csemege.
A kesudióban nagyon sok értékes táp- és ásványi anyag található, többek között kiemelten magas a nátrium, kálium, foszfor, magnézium, kalcium és szelén tartalma, vitaminokból pedig elsősorban folsavat, kolint, valamint K vitamint tartalmaz jelentős mennyiségben.
A kesudió antioxidáns hatású E-vitamin-tartalma is relatíve magas (1 mg/100g), amely a szabad gyökök semlegesítésével hozzájárulhat a sejtek öregedésének lassításához.
Túlnyomó részben telítetlen zsírsavakat tartalmaz, így csökkenti a keringési betegségek kockázatát.

## Termesztése és betakarítása
A kesut trópusi klímában mintegy 1000 m magasságig ültetik, a szárazságnak legellenállóbb, igénytelen fák legjobban azokon a forró vidékeken teremnek, ahol évente több hónapos száraz évszak adódik. A növényt magról vagy ivartalanul szaporítják, és kertekbe vagy ültetvényekbe telepítik. A kesualmákat a kesudiókkal együtt érett állapotban szedik. Ha csupán a diót szüretelik, akkor lehullásuk után összegyűjtik. A növények 3–5 éves korban fordulnak termőre, a kifejlett fák 5–50 kg diót produkálnak. A kesualma csak néhány napig tárolható.

## Termelése
2023-ban a kesudiót 33 országban termesztették 6,1 millió hektár földterületen, és az éves termésmennyisége meghaladta a 3,9 millió tonnát. 2013 és 2023 között a kesudió földterülete 5,6 millió hektárról 6,1 millió hektárra (8,9%) nőtt, míg a termésmennyisége 2,9 millió tonnáról 3,9 millió tonnára (34,5%) nőtt.
A világ legnagyobb kesudió termelői közé tartozik Elefántcsontpart (26,5%), India (19,9%), Vietnám (8,8%), Benin (5,2%) és Tanzánia (4,8%). Ezek az országok a 2023-as termelésük alapján az első öt helyen álltak. 2023-ban Elefántcsontpart, India és Vietnám az éves termés több mint felét (55,3%) adták a világ kesudió termelésének.
Legnagyobb exportáló országok Vietnám (38,6%), Elefántcsontpart (19%) és Nigéria (5,2%), míg a legnagyobb importországok Vietnám (21,3%), India (19,3%) és az Egyesült Államok (12,2%).
Magyarország nem termeszt kesudiót, így az ország behozatalra szorul. Magyarország főleg Németországból (49,1%), Vietnámból (38%), és Hollandiából (4,2%) importál kesudiót. A behozott kesudió egy részét tovább értékesíti az ország, főleg Szerbia (27,2%), Románia (22,2%), és Horvátország (19,6%) felé.

## Előnyös tulajdonságai
Sok értékes ásványi anyag, úgy mint kálium, kalcium, réz, cink, magnézium, vas és foszfor is megtalálható benne, valamint C-vitamint, E-vitamint, és B-vitamint is nagyobb mennyiségben tartalmaz.

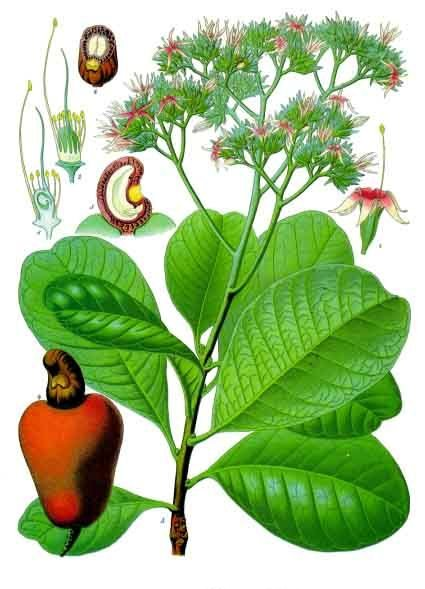
Anacardium occidentale

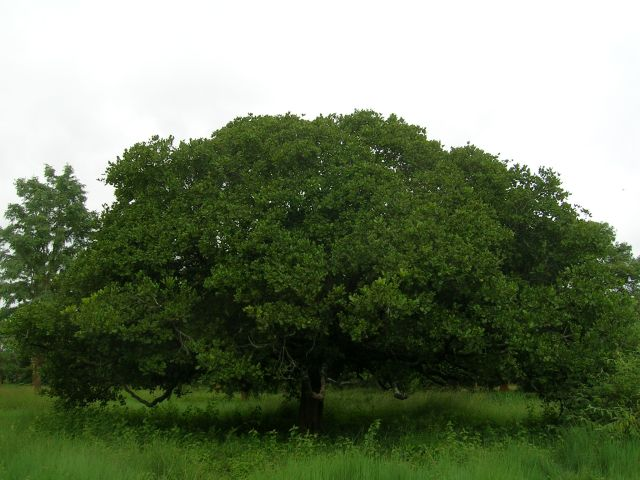
Kesufa

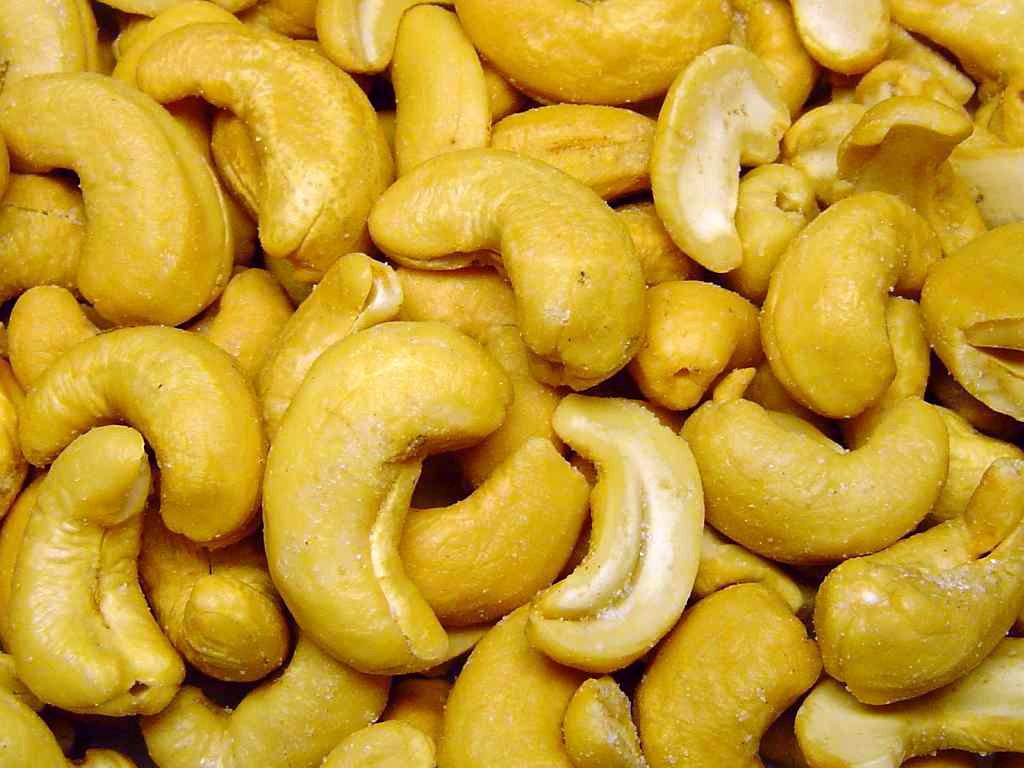
Sós, pörkölt kesudió